# La Colmena, Dolores Hidalgo
La Colmena är en ort i Mexiko.   Den ligger i kommunen Dolores Hidalgo och delstaten Guanajuato, i den centrala delen av landet, 260 km nordväst om huvudstaden Mexico City. La Colmena ligger 2 025 meter över havet och antalet invånare är 138.
Terrängen runt La Colmena är platt åt sydost, men åt nordväst är den kuperad. Runt La Colmena är det ganska tätbefolkat, med 93 invånare per kvadratkilometer. Närmaste större samhälle är Dolores Hidalgo, 9,2 km norr om La Colmena. Trakten runt La Colmena består i huvudsak av gräsmarker.